# Cubaris maculata
Cubaris maculata es una especie de crustáceo isópodo terrestre de la familia Armadillidae.

## Distribución geográfica
Es endémica de la isla de Annobón (Guinea Ecuatorial).